# (8192) Tonucci
(8192) Tonucci est un astéroïde de la ceinture principale.

## Description
(8192) Tonucci est un astéroïde de la ceinture principale. Il fut découvert le 10 septembre 1993 à Stroncone par l'Observatoire astronomique Santa Lucia de Stroncone. Il présente une orbite caractérisée par un demi-grand axe de 2,22 UA, une excentricité de 0,05 et une inclinaison de 8,3° par rapport à l'écliptique.

## Compléments